# Czułe słówka: ciąg dalszy
Czułe słówka: ciąg dalszy (ang. The Evening Star) – amerykański dramat obyczajowy z 1996 roku w reżyserii Roberta Harlinga, zrealizowany na podstawie powieści Larry’ego McMurtry'ego. Zdjęcia kręcono w Houston.

## Fabuła
Minęło 15 lat od wydarzeń z poprzedniej części. Aurora Greenaway sama wychowuje swoje wnuki. Ciągle walczy z 18-letnią Melanie, która wraz z dwoma braćmi, Tommym i Teddym, uważają, że Aurora za bardzo miesza się w ich życie. Dorosłe już wnuki chcą już uwolnić się od rozkazującej babci. Jakby było mało problemów, Aurora zmaga się także z Patsy Carpenter – najlepszą przyjaciółką Emmy. Patsy, niezbyt mile widziana przez nią, rywalizuje z nią nie tylko o względy dzieci, ale również o mężczyznę, jej terapeutę. Starszy syn Emmy, Tommy, przebywa za posiadanie narkotyków w zakładzie karnym. Aurora stale go odwiedza i próbuje przekonać wnuka, że jeszcze może prowadzić inne życie. Chce mu udowodnić jak ważna jest rodzina. 
Aurora ma przy tym poczucie winy, iż nie wychowała odpowiednio dzieci swojej córki. Z Melanie sytuacja wygląda inaczej – ona ze zbuntowanej nastolatki zmienia się w kobietę sukcesu. Aurora nienawidzi chłopaka swojej wnuczki, Bruce’a – pewnego siebie przystojniaka, którego ambicją jest zostać modelem, a następnie aktorem. Bruce nie pracuje, ma zły wpływ na Melanie, która zamierza rzucić college i wspólnie z Bruce’em wyjechać do Hollywood. Melanie i Aurora są jak woda i ogień, może dlatego, że mają tak wiele wspólnych cech...

## Obsada
- Shirley MacLaine jako Aurora Greenway
- Bill Paxton jako Jerry Bruckner
- Juliette Lewis jako Melanie Horton
- Miranda Richardson jako Patsy Carpenter
- Ben Johnson jako Arthur Cotton
- Scott Wolf jako Bruce
- Mackenzie Astin jako Teddy Horton
- Jack Nicholson jako Garrett Breedlove
- George Newbern jako Tommy Horton
- Marion Ross jako Rosie Dunlop
- Donald Moffat jako Hector Scott
- Jennifer Grant jako Ellen
- China Kantner jako Jane
- Jake Langerud jako Henry
- Sharon Bunn jako Dolly
- Clement von Franckenstein jako Pascal Ferney
- Antonia Bogdanovich jako Toni
- Jimmie Lee Balthazar jako Jimmie Lee
- Melinda Renna jako pielęgniarka Susan
- Mark Walters jako dr Faulkner
- Ann Hardman-Broughton jako Lola Bruckner
- Woody Watson jako James
- Larry Elliott jako Billy
- Donny Caicedo jako Joey